# GPSO 92 Issy
A Grand Paris Seine Ouest 92 Issy női labdarúgócsapatát 1997-ben Issy-les-Moulineaux-ban alapították, a francia női másodosztályú bajnokság, a Division 2 tagja.

## Klubtörténet
A klubot Párizs délnyugati külvárosában perui származású alapítók hozták létre EuroPeru néven és a kezdeti időszakban a környék csapatai elleni barátságos mérkőzéseken vettek részt.
2001-ben felvették a Féminin Issy-les-Moulineaux nevet, az elnökség, valamint a média segítségének köszönhetően pedig gyors fejlődésnek indult a klub. A regionális bajnokságban három szezon alatt három szintet lépett feljebb és az AC Boulogne-Billancourt 2006-os megszűnését követően több tapasztalt játékossal is erősödött a gárda.
Az országos bajnokság harmadik vonalába 2008-ban sikerült felküzdeniük magukat. Két idényt töltöttek a harmadosztályban, majd a liga megszűnése végett a Division 2 tagjaivá váltak. Egy bronz- és egy ezüstérmet követően 2012–13-ban első ízben léphettek a legfelsőbb osztályba, azonban a szezon végén búcsúzni kényszerültek.
Következő idényüket szintén másodosztályú bajnoki címmel ünnepelték, de az élvonalban újfent nem sikerült gyökeret vetniük. A kiesés után a másodosztályban is kieső helyen végeztek és egy év regionális liga után kerültek ismét a D2-be.
A 2019–2020-as félbeszakadt bajnokságban nagy fölénnyel végeztek az első helyen és újra a legjobbak között találták magukat a 2020–21-es szezonban.
A klub nagy hangsúlyt fektet az utánpótlás nevelésre és 2010 óta saját akadémiájukon, már a 6 éves korosztálytól képzik a fiatalokat.

## Sikerlista
- Francia másodosztályú bajnok (3): 2012, 2014, 2020

## Játékoskeret
2023. január 16-tól
| #  |     | Poszt | Név                 |
| -- | --- | ----- | ------------------- |
| 1  | FRA | K     | Alice Pinguet       |
| 16 | FRA | K     | Océane Basil        |
| 30 | FRA | K     | Ksenya Kopczuk      |
| 2  | JAM | V     | Deneisha Blackwood  |
| 4  | FRA | V     | Claire Micheneau    |
| 5  | FRA | V     | Philippine de Sancy |
| 6  | FRA | V     | Sergyna Loubli      |
| 7  | CAN | V     | Élisabeth Tsé       |
| 8  | HAI | V     | Dayana Pierre-Louis |
| 14 | FRA | V     | Cyriel Sibailly     |
| 18 | FRA | V     | Laurene Tresfield   |
| 19 | FRA | V     | Manon Labois        |
| 27 | FRA | V     | Tanya Cretier       |

| #  |     | Poszt | Név                 |
| -- | --- | ----- | ------------------- |
| 28 | FRA | V     | Santana Sahraoui    |
| 33 | FRA | V     | Laure Robert        |
| 10 | USA | KP    | Luca Deza           |
| 17 | FRA | KP    | Ilyana Bavueza      |
| 20 | POR | KP    | Léa Cassagne        |
| 22 | CMR | KP    | Anne Moukoko        |
| 25 | FRA | KP    | Stéphanie Bayo      |
| 29 | MAR | KP    | Imène El Ghazouani  |
| 9  | ALG | CS    | Ikram Adjabi        |
| 11 | HAI | CS    | Rose-Alya Marcellus |
| 15 | FRA | CS    | Shana Battouri      |
| 26 | ALG | CS    | Lina Chabane        |

## Korábbi híres játékosok
| - Celya Barclais - Gwenaëlle Butel - Aurélie Conforti - Nora Coton-Pélagie - Océane Daniel - Nonna Debonne - Agathe Donnary - Solène Froger - Cynthia Gueheo-Djetou - Sarah Huchet - Stéphanie Legrand - Charlotte Lozé - Julie Machart-Rabanne - Esther Mbakem-Niaro - Pauline Moitrel - Sarah Palacin - Allison Pantuso - Fanny Pereira - Pauline Peyraud-Magnin - Salma Zemzem | - Laurie Teinturier - Lilas Traïkia - Sarah Boudaoud - Kayla Mills - Cosette Morché - Kelly Rowswell - Roselord Borgella - Sherly Jeudy - Batcheba Louis - Kethna Louis - Luce Ndolo Ewelé - Kani Konté - Ella Kaabachi |

## A klub vezetőedzői
- Alexandre Catarsi (2002–2003)
- Romuald Hamon (2003–2004)
- Alexandre Catarsi (2004–2007)
- David Remisse (2007–2013)
- Nicolas Gonfalone (2017–2020)
- Yacine Guesmia (2020–2021)
- Camillo Vaz (2021–2022)
- Erwann Bouchard (2022–)